# تجمع خنط بركة (غيل بن يمين)

تعديل مصدري - تعديل

تجمع خنط بركة هي إحدى قرى عزلة غيل بن يمين بمديرية غيل بن يمين التابعة لمحافظة حضرموت، بلغ تعداد سكانها 15 نسمة حسب تعداد اليمن لعام 2004.